# 马尼莱维莱尔
马尼莱维莱尔（法語：Magny-lès-Villers）是法国科多尔省的一个市镇，属于博恩区（Beaune）尼伊特圣若尔热县（Nuits-Saint-Georges）。该市镇总面积3.83平方公里，2009年时的人口为260人。

## 人口
马尼莱维莱尔人口变化图示